# Blackfoot Sue
Blackfoot Sue byla britská popová a rocková hudební skupina, kterou v roce 1970 založily dvojčata Tom a Dave Farmerovi. Jejich největší hit byla skladba „Sing Don't Speak“ z roku 1972.

## Členové
- Tom Farmer (* 2. března 1952, Birmingham, Anglie) – baskytara, klávesy, zpěv
- Dave Farmer (* 2. března 1952, Birmingham, Anglie) – bicí
- Eddie Golga (* 4. září 1951, Birmingham, Anglie) – kytara, klávesy
- Alan Jones (* 5. ledna 1950, Birmingham, Anglie) – kytara, zpěv

## Diskografie

### jako Blackfoot Sue
- Nothing To Hide (1973)
- Strangers (1974)
- Gun Running – Unreleased (1975)
- Talk Radio (1995) – reedice v roce 1998 jako Red On Blue
- The Best of Blackfoot Sue (1996)

### jako Liner
- Liner (1979)

### jako Outside Edge
- Outside Edge (1984)
- Running Hot (1986)
- In Concert (1986)
- More Edge (1987)